# 4020 Dominique
4020 Dominique је астероид главног астероидног појаса са средњом удаљеношћу од Сунца која износи 2,774 астрономских јединица (АЈ).
Апсолутна магнитуда астероида је 13,0.